# Ferenc Csik
Ferenc Lajos Csik (ur. 12 grudnia 1913 w Kaposvárze, zm. 29 marca 1945 w Sopronie) – węgierski pływak. Dwukrotny medalista olimpijski z Berlina.
Specjalizował się w stylu dowolnym i w Berlinie zwyciężył w wyścigu na 100 metrów oraz był trzeci w sztafecie kraulowej. Był mistrzem Węgier na różnych dystansach oraz medalistą mistrzostw Europy. Z wykształcenia był lekarzem medycyny, zginął pod koniec wojny. W 1983 został przyjęty do International Swimming Hall of Fame

## Starty olimpijskie
Berlin 1936
- 100 m kraulem –  złoto
- 4 × 200 m kraulem –  brąz